# Алберт Айнщайн
Айнщайн пренасочва насам.  За други значения вижте Айнщайн (пояснение).
Алберт Айнщайн (на немски: Albert Einstein, /ˈalbɐt ˈaɪ̯nʃtaɪ̯n/) е немски физик–теоретик, философ и писател от еврейски произход, работил през голяма част от живота си в Швейцария и Съединените щати. Той е смятан за един от най-влиятелните и известни учени и интелектуалци за всички времена, неговото лице е едно от най-разпознаваните във всички части на земното кълбо, а често е определян и като бащата на съвременната физика.
Името на Айнщайн се свързва с популярното уравнение {\displaystyle E=mc^{2}} за еквивалентност на маса и енергия. През 1921 г. получава Нобелова награда за приноса си към теоретичната физика и особено за откриването на закона за фотоелектричния ефект.
В самото начало на своята научна кариера Алберт Айнщайн разбира, че при тогавашните възгледи за физиката класическата механика не може да се съвмести със законите за електромагнитните полета, което го насочва към разработването на неговата специална теория на относителността. Той разбира също, че принципът на относителността може да бъде приложен и към гравитационните полета и през 1916 г. формулира и общата теория на относителността. Той продължава работата си в областта на статистическата и квантовата теория създавайки свое обяснение на теорията на елементарните частици и движението на молекулите. Той изследва и топлинните свойства на светлината, с което поставя основите на фотонната теория за светлината. През 1917 г. той използва общата теория на относителността за създаването на цялостен модел на структурата на Вселената, с което поставя началото на релативистичната космология.
Айнщайн публикува повече от 300 научни труда и над 150 други работи и получава почетни докторски степени от множество европейски и американски университети. Той пише и коментира широко върху множество философски и политически въпроси, като социализма и международните отношения (писмата, които разменя със Зигмунд Фройд, озаглавени „Защо война“, кратката статия „Защо социализъм“ и др.). Неговата изключителна интелигентност и оригиналност правят думата „Айнщайн“ синоним на гений.
Алберт Айнщайн се обявява категорично против войната, а по-късно и против производството и употребата на ядрени оръжия. В същото време в навечерието на Втората световна война той лично предупреждава американския президент Франклин Делано Рузвелт за опасността Германия да разработи ядрено оръжие, което стимулира бързото развитие на американската ядрена програма. Айнщайн е и един от инициаторите за създаване на държавата Израел.
През 1999 г. американското списание „Тайм“ го провъзгласява за Личност на столетието, а допитване до най-известните съвременни физици го определя като най-великия физик на всички времена. В чест на стогодишнината от неговите знаменити статии 2005 година е обявена за Световна година на физиката. На името на Айнщайн са наречени единицата айнщайн, използвана във фотохимията, химичният елемент айнщайний, астероидът 2001 Айнщайн, лунният кратер Айнщайн.

## Биография

### Детски години и юношество
Алберт Айнщайн е роден на 14 март 1879 г. в град Улм в Кралство Вюртемберг, част от Германската империя. Баща му, Херман Айнщайн (1847 – 1902 г.), е съдружник в магазин за дюшеци, а майка му, Паулине Айнщайн (1858 -1920 г.), е дъщеря на заможен търговец на зърно. През 1880 г. семейството се премества в Мюнхен, където Херман Айнщайн основава с брат си Якоб предприятие за производство на постояннотокови електрически уреди.
Семейството на Алберт Айнщайн е еврейско, но нерелигиозно, а между пет и десетгодишна възраст той посещава католическо начално училище. Макар че в ранна възраст има затруднения с говора, в началното училище той е отличен ученик.
Когато е на 5 години, бащата на Алберт Айнщайн му подарява компас и той е дълбоко впечатлен от факта, че нещо предизвиква движението на стрелката, въпреки привидно „празното пространство“. По-късно той започва да конструира за забавление макети и механични устройства и започва да проявява талант в областта на математиката. (Този талант е пробуден от чичо му Якоб Айнщайн, който е известен учител по математика.) През 1889 г. Макс Талмуд, беден студент от Полша, подпомаган от семейството на Айнщайн, насочва десетгодишния Алберт към основни научни, математически и философски книги, като „Критика на чистия разум“ на Имануел Кант и „Елементи“ на Евклид. По настояване на майка си започва уроци по цигулка, въпреки че това занимание не е особено по вкуса му. След известно време изоставя свиренето и едва в зряла възраст се връща отново към цигулката. Един от любимите му композитори е Волфганг Амадеус Моцарт. На 12 години започва да изучава самостоятелно математика, интересува се дори от интегрално и диференциално смятане.
През 1894 г. предприятието на Херман Айнщайн фалира, поради масовото разпространение на променливия ток и намалялото търсене на постояннотокови устройства. Семейството се мести в Италия – най-напред в Милано, а след това в Павия, но Алберт остава в Мюнхен, за да завърши гимназиалното си образование. Намерението на баща му е той да учи електроинженерство, но Алберт влиза в конфликти с училищното ръководство, недоволен от режима и начина на обучение. По-късно той пише, че духът на учение и креативно мислене е бил изгубен в стриктното зубрене. През пролетта на 1895 г. напуска училището, представяйки лекарска бележка и заминава при семейството си в Павия. По това време Айнщайн написва първия си научен труд, „Изследване на състоянието на етера в магнитни полета“.
Айнщайн се опитва да кандидатства директно в Политехниката в Цюрих, Швейцария, въпреки че не е положил матура. Представя се блестящо по математика и физика, но се проваля на изпитите по останалите дисциплини. След този неуспех семейството му го изпраща в Аарау, за да довърши средното си образование. Там той живее в дома на преподавателя Йост Винтелер и се влюбва в дъщеря му Мари (сестрата на Айнщайн Мая по-късно се омъжва за сина на Винтелер – Паул). В Аарау Айнщайн се запознава с електромагнитната теория на Джеймс Кларк Максуел. Седемнадесетгодишен, той завършва училище и с одобрението на баща си се отказва от вюртембергското си гражданство, за да избегне военната служба. През същата година постъпва в четиригодишния учителски курс по математика и физика на Политехниката в Цюрих, а Мари Винтелер заминава за Олсберг, където е назначена за учителка.
Милева Марич, родом от Сърбия, бъдещата съпруга на Айнщайн, също постъпва в Политехниката през 1896 г. и е единствената жена сред шестимата студенти в специалност математика. През следващите години приятелството на Айнщайн и Марич преминава в любовна връзка. Съществуват предположения, че Милева Марич сътрудничи на Айнщайн при писането на известните му публикации от 1905 година, но изследователите на проблема не откриват сериозни свидетелства за това. През 1900 г. Алберт Айнщайн получава учителска диплома и завършва висшето си образование, но Марич не успява да издържи изпита по математика. През 1901 г. Айнщайн получава швейцарско гражданство.

### Чиновник в патентно бюро
Дипломата, получена през 1900 г., разрешава на Айнщайн да работи като преподавател по математика и физика. Поради неразбирателство с професорите си обаче той не получава университетско място. Следват години на лишения и трудности. В периода 1900 – 1902 г. Айнщайн пише много писма с молби за работа, но молбите му са отхвърляни навсякъде. След много перипетии и разочарования с помощта на свой приятел получава работа в Швейцарското бюро за патенти в Берн с годишна заплата от 3500 франка. Той остава на тази работа от 1902 до 1909 г. Естеството и характерът на работата му са такива, че му остава много свободно време, което му позволява да се занимава с теоретична физика.
През 1903 г. се жени за Милева Марич, от която има двама сина – Ханс Алберт и Едуард. Техният съюз е по-скоро интелектуален, отколкото романтичен. Между тях остава известно разстояние и отчужденост, защото Айнщайн обича да се уединява в своите изследвания, а и двамата имат силни и независими характери. Не е известно какъв е приносът на Милева Марич в работата на Алберт Айнщайн. Макар повечето историци да твърдят, че е несъществен, съществуват и предположения, че поне в началото и двамата са работили на равни начала по теорията на относителността.

### 1905 – чудодейната година на Айнщайн (Annus Mirabilis)
През 1905 г. едва на 26 години Айнщайн пише 5 статии на три различни теми, които разтърсват и променят научния свят. Темите са специалната теория на относителността, статистическата теория на брауновото движение, обясняваща го на молекулярно и на атомно ниво, и уравнението:
Тези статии не са базирани на трудни експерименти и на сложни изчисления, а по-скоро на елегантни аргументи, изводи и интуиция. За първи път в историята на човечеството Алберт Айнщайн доказва, че чистата мисъл може да промени представите ни за природата. През 1905 г. Айнщайн защитава докторат.

### Научна кариера, научни теории и емиграция в САЩ
След като напуска патентното бюро през 1909 г., Айнщайн напредва бързо в кариерата си и става световноизвестен. През 1911 г. става професор в Университета в Цюрих, а малко след това е назначен в Университета в Прага. През 1913 г. се завръща в Политехническия институт в Цюрих, а през 1914 г. заминава за Германия. Между 1914 и 1933 г. е директор на института по физика „Кайзер Вилхелм“ в Берлин. През периода от 1912 до 1933 г. е и гостуващ професор на Лайденския университет. През 1914 г. става редовен член на Кралската пруска академия на науките в Берлин, а през 1915 г. формулира и публикува друг свой основен труд – „Общата теория на относителността“.
- Специалната теория на относителността постановява, че времето за два обекта, които се движат един спрямо друг, е различно. Това се пояснява от „парадокса на близнаците“ в следния въображаем опит: единият от тях остава на Земята, докато другият е астронавт и се отправя на междузвездно пътешествие в Космоса. Неговият кораб отлита от планетата, след което се ускорява до скорост, сравнима със скоростта на светлината (с = 299 792 458 m/s). Една година по-късно корабът и астронавтът се завръщат в точката, от която са тръгнали. Но при това завръщане се установява, че неговият брат близнак е остарял значително.
- Общата теория на относителността постановява, че всяка маса изкривява пространството също както билярдна топка върху опъната покривка. Едно от следствията на общата теория на относителността е откриването на черните дупки – небесни тела, които са с огромна маса в малък обем и създават огромно, безкрайно голямо гравитационно поле, от което дори светлината не може да избяга.

След като живеят разделени в продължение на 5 години, Милева и Алберт се развеждат през 1919 г. През същата година той се жени за братовчедка си Елза и помага в отглеждането на нейните две дъщери от първия ѝ брак. През 1921 г. получава Нобелова награда за приноса си към теоретичната физика и откриването на закона за фотоелектричния ефект.
В началото на 1933 г. нацистите взимат властта в Германия. Поради последвалите преследвания срещу евреите Айнщайн е принуден да се откаже от немското си гражданство, напуска Германия и се установява в САЩ. Неговата известност и смелите му изявления против националсоциализма и фашизма предизвикват в родната му страна нападки както срещу него, така и срещу неговите теории. Айнщайн никога повече не се завръща в Германия.

### Принстън
В Съединените щати постъпва във факултета на новооснования Институт за фундаментални изследвания в Принстън, Ню Джърси, където остава до края на живота си. Неговите научни интереси са създаването на единна теория на полето и релативистката космология. През 1940 г. получава американско гражданство, но запазва и швейцарското. Не участва в проекта Манхатън в Лос Аламос, а за атомните бомби над Хирошима и Нагазаки научава от вестниците.
В следващите години Айнщайн става един от основателите на Пъгуошкото движение на учените за мир. Въпреки че първата конференция се провежда едва след смъртта на Айнщайн през 1957 г., инициативата за създаването му е изразена в получилия широка популярност манифест на Ръсел-Айнщайн, който предупреждава за опасността от създаването и използването на водородната бомба. В рамките на това движение много световноизвестни учени водят борба против надпреварата във въоръжаването и създаването на ядрено и термоядрено оръжие.
До края на живота си Алберт Айнщайн продължава работата си над проблемите на космологията, но главните си усилия насочва в търсенето на единна теория на полето. В това му начинание му помагат професионални математици, дори разработва две отделни теории. От математическа гледна точка двете теории са изящни, не водят до никакво нови физични следствия. Тъй като той не се интересува от чистата математика, а от връзката с физиката, изоставя тези теории.
Отначало (през 1929 година) Айнщайн се опитва да развива идеите на Теодор Калуца и Оскар Клайн, които се състоят в това, че светът има 5 измерения, като петото е с микроразмери и поради тази причина е незабележимо и невидимо. Но не му се удава да получи нови интересни резултати с това допускане и той изоставя многомерната теория. Едва в наше време тя се възражда като теория на суперструните. Втората версия на единната теория (1950 година) се основава на предположението, че пространство-времето има не само кривина, но и усукване. Тя включва също така общата теория на относителността и теорията на Максуел. Въпреки това, окончателна редакция на уравненията – такава, че да описват както микро, така и макро света – не е открита. По това време Алберт Айнщайн не разполага с математическите средства и с изчислителните възможности на XXI век и макар че е на прав път, си поставя неимоверно трудна и почти непостижима за това време задача. Така неговата теория остава като ненужна математическа надстройка.

## Последни години
През 1955 г. здравето на Айнщайн се влошава рязко. Той пише завещание и заявява на приятелите си: „Аз изпълних своята задача на тази земя“. Неговият последен труд е незавършеният призив за предотвратяване на ядрена война. Умира на 18 април 1955 година от аневризма на аортата. Точно преди смъртта си произнася няколко думи на немски, но американската медицинска сестра не ги разбира и не може да ги възпроизведе. Преди смъртта си пожелава скромно погребение. Погребението се извършва на 19 април 1955 г., присъстват само 12 от най-близките му роднини и приятели. Тялото му е кремирано и прахът е разпръснат във въздуха.

## Религиозни и политически възгледи
Тъй като работите на Айнщайн са свързани и с научния детерминизъм, се повдигат въпроси относно позицията му за теологическия детерминизъм или дали той вярва в някой Бог. През 1929 г. казва на равин Херберт С. Голдщайн:
| „ | „Аз вярвам в Бога на Спиноза, който се разкрива в закономерната хармония на света, но не вярвам в Бог, който се занимава с вярата и дейностите на човечеството.“ | “ |

Айнщайн сам заявява, че е агностик в писмо от 1950 г., адресирано до М. Берковиц:
| „ | „Отношението ми към Бог е това на един агностик. Убеден съм, че ясното съзнание за водещата роля на моралните принципи при подобряването и облагородяването на живота не се нуждае от идеята за законодател, още по-малко от законодател, който действува чрез награда и наказание.“ | “ |

Други негови фрази са: „Науката без религия е куца, религията без наука е сляпа“ и „Бих искал да знам мислите на Бог, останалото са подробности“. По-конкретно своите възгледи за отношението между наука и религия Айнщайн излага в списанието „Природа“ през 1940 година в статия, озаглавена „Наука и религия“.
По убеждения Алберт Айнщайн е пацифист, социалист, антифашист, ционист (в сферата на културата) и хуманист. Според него основният порок на капитализма е пренебрегването на човешката личност. Той твърди, че спазването на правата на човека може да стане само при плановата икономика и че демократичното общество само по себе си не може да ограничи своеволията на големите компании и олигархията. Изказва се в подкрепа на демократическия социализъм, който според него би съчетал запазване на правата на човека, социално равенство, планова икономика и демократичен режим. Той обаче не одобрява тоталитарните методи, с които си служи реалният социализъм. През 1949 година в Ню Йорк публикува статията „Защо социализъм?“.
Той е убеден пацифист. Активно участва и подкрепя борбата на тъмнокожото американско население за граждански права. Взима активно участие и в борбата против фашизма и нацизма. Съдейства на Еврейския университет в Йерусалим и на Израел през 1947 г.

## Памет
На Алберт Айнщайн е наречена улица в квартал „Витоша“ в София (Карта).